# Pierre-Simon-Benjamin Duvivier
Pour les articles homonymes, voir Duvivier.
Pierre-Simon-Benjamin Duvivier, né le 5 novembre 1730 à Paris où il est mort le 10 juillet 1819, est un dessinateur et médailleur français, 13e graveur général des monnaies.

## Biographie
Né le 5 novembre 1730 à Paris, Pierre-Simon-Benjamin Duvivier est le fils du médailleur Jean Duvivier (1687-1761).
L'un de ses frères est Thomas-Germain-Joseph Duvivier, peintre et graveur.
Outre son père, Benjamin est formé par Nicolas-Henri Tardieu. Il reçoit en 1756 un premier prix de l'Académie, et est autorise en 1761 a succéder à son père, décédé, et à s'installer dans son atelier aux galeries du Louvre.
En 1764, agréé par l'Académie dont il est reçu le 28 décembre 1776. Il est nommé graveur-médailleur du roi et expose au Salon de Paris, à partir de 1765 et jusqu'en 1798.
En 1768, il grave le jeton de la Caisse d'escompte, avec à l'avers, le buste lauré de Louis XV.
En 1774, il rachète la charge de graveur général des monnaies à Joseph Charles Roëttiers, qui en avait repris possession à la mort de son fils.
Il est révoqué par le décret des 12 et 21 mai 1791 portant suppression des offices des monnaies ; il participe cependant aux concours nationaux portant sur les monnaies mais doit céder la place à Augustin Dupré. Sous le Directoire et le Consulat, il continue cependant d'exercer.
En 1806, la classe des Beaux-arts de l'Institut le nomme dans la section de gravure, après le décès de Rambert Dumarest.

## Œuvres
- Médaille du Député François Martin à l'Assemblée Nationale de 1789-1790-1791, médaille cuivre rouge, Ø 8 cm, Gray (Haute-Saône), musée Baron-Martin.

## Galerie

Œuvres de Pierre-Simon-Benjamin Duvivier
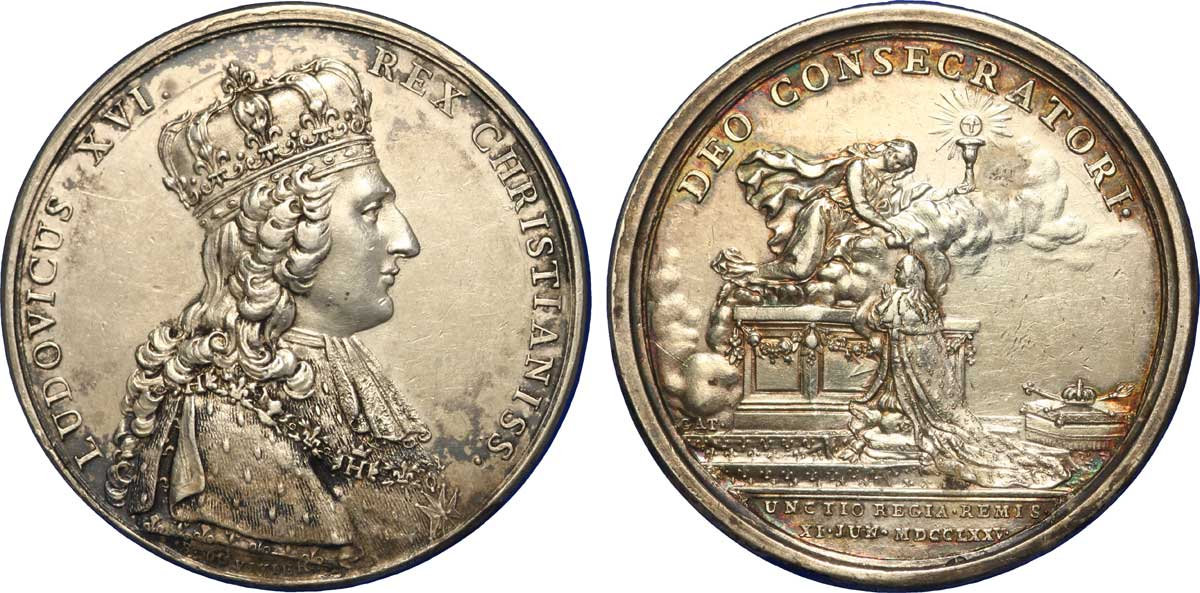
Médaille du sacre de Louis XVI, 11 juin 1785 (argent, avers et revers).
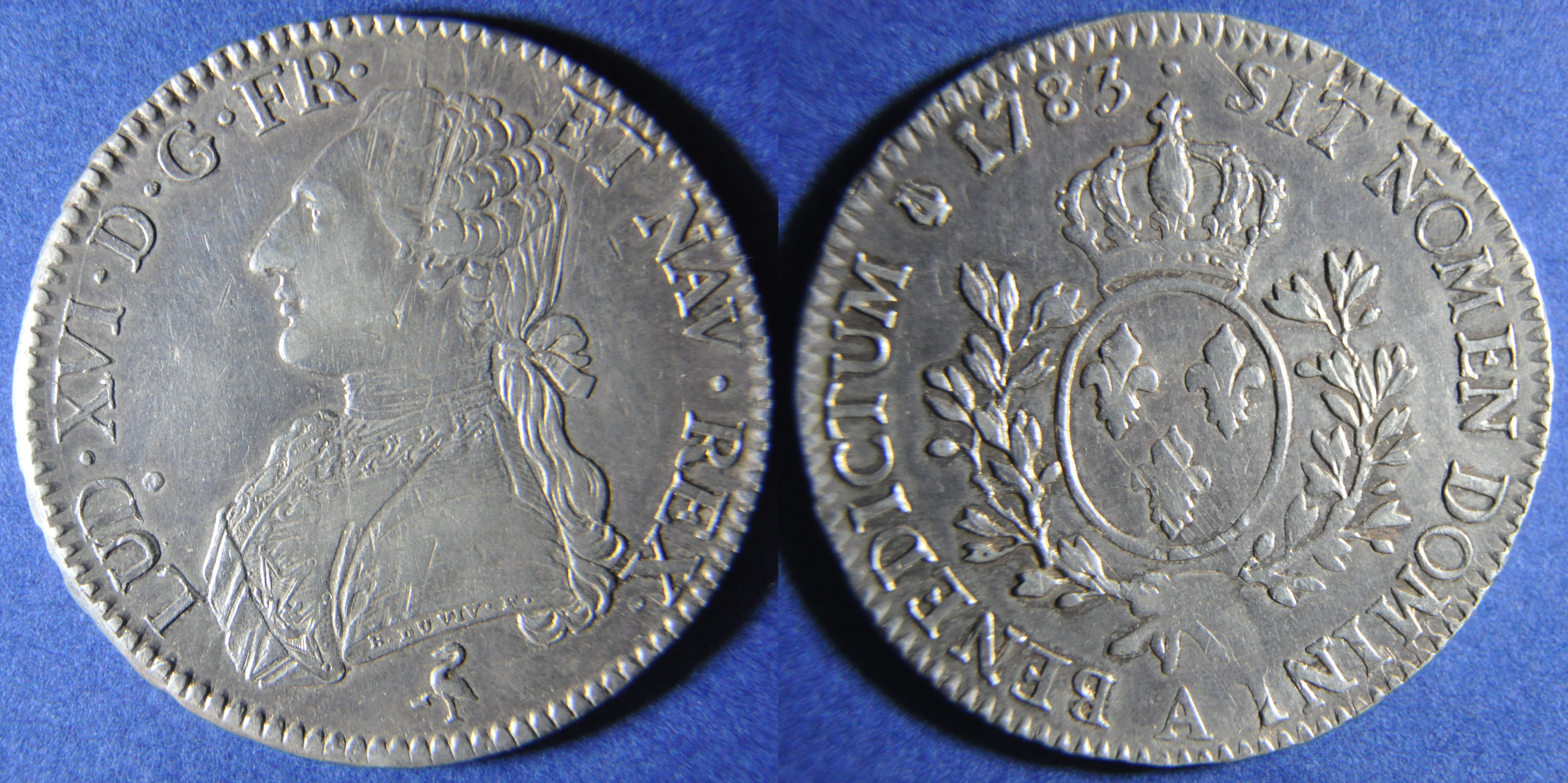
Écu de 6 livres au 1er portrait de Louis XVI (argent, avers et revers), 1783, Paris (A).
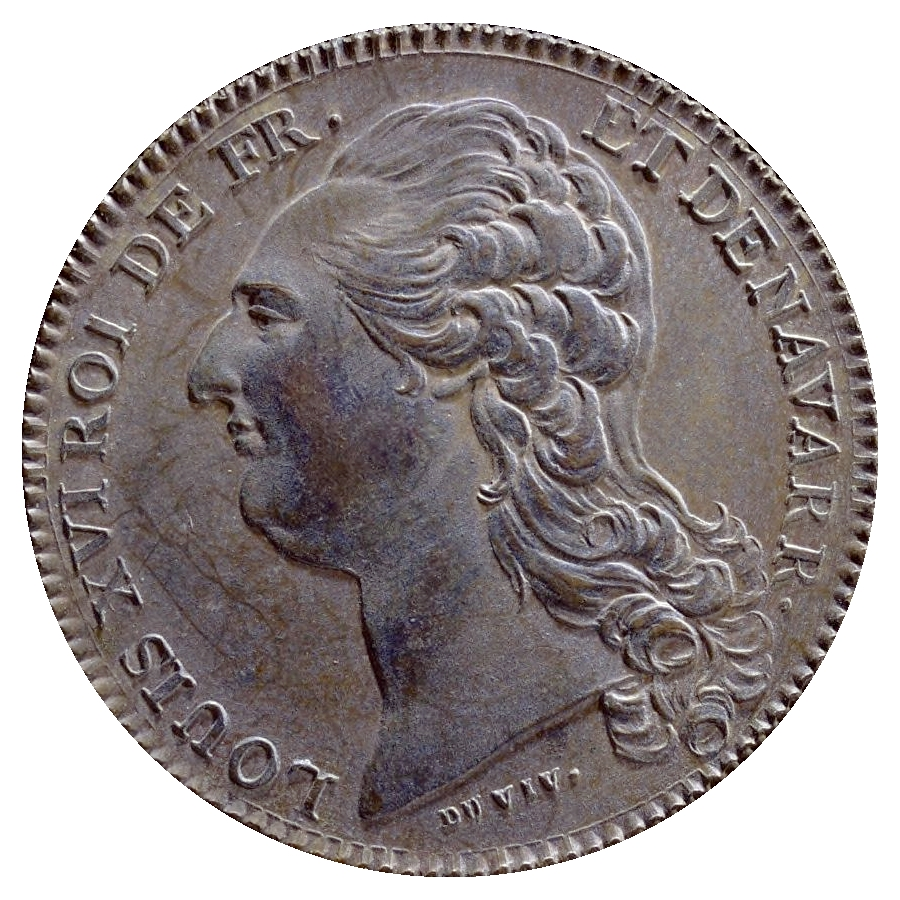
Écu de 6 livres Louis XVI, avers, argent, 1789-1790.
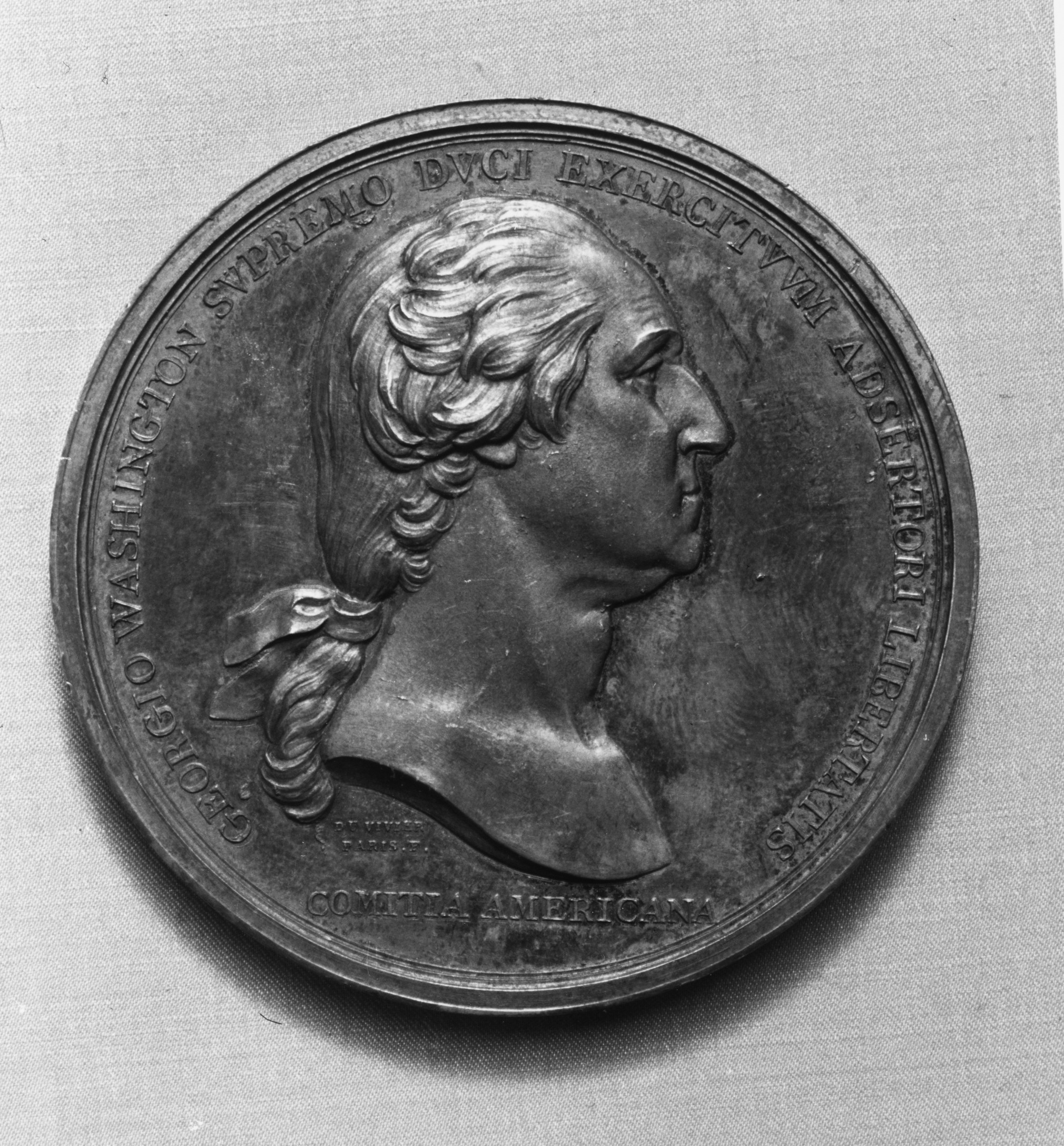
George Washington Comitia Americana, médaille, avers, argent, vers 1780 (MET).
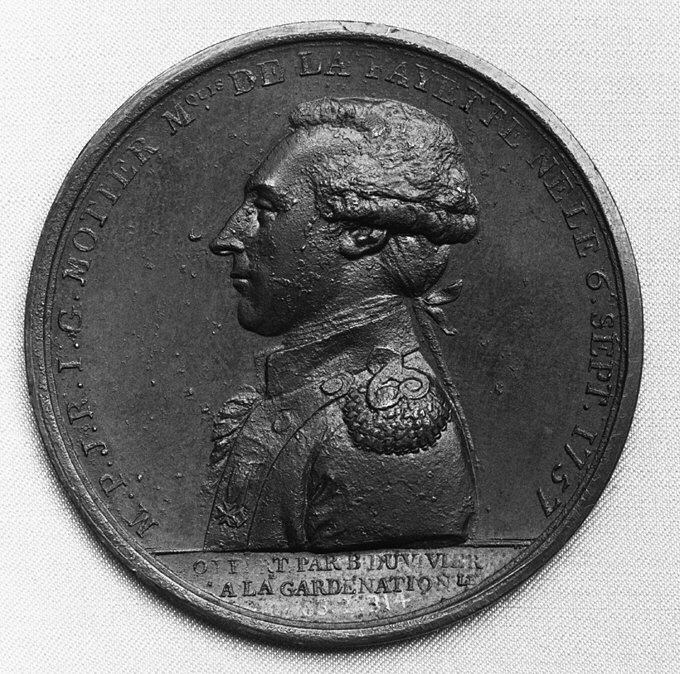
La Fayette, médaille, avers, bronze, 1789 (MET).